# Ferrari 125 F1
Ferrari 125 F1 är en formelbil, tillverkad av den italienska biltillverkaren Ferrari mellan 1948 och 1951.

## Bakgrund
Enzo Ferrari hade tävlat för Alfa Romeos fabriksstall Alfa Corse under tjugotalet, utan större framgång. Han visade sig vara bättre som stallchef och det var först när han startat sitt eget Scuderia Ferrari som han började göra sig ett namn. Ferrari fortsatte att köra Alfa Romeo och sedan Alfa lade ned sitt eget stall till säsongen 1936 tog Scuderia Ferrari över som inofficiellt fabriksstall. När sedan Alfa Romeo återuppväckte Alfa Corse till säsongen 1938, bröt Ferrari kontraktet. Ferrari planerade att bygga egna tävlingsbilar, men hans namn var så intimt förknippat med Alfa Romeo att han förbjöds att bygga bilar under eget namn under fyra år.
Ferrari hann bygga två bilar under namnet Auto-Avio, innan andra världskriget nådde Italien. Ferrari tillverkade maskinutrustningar för slipning av lager under kriget, men planerade att ta upp biltillverkningen igen så snart kriget tagit slut.
Under Alfa-tiden hade Ferrari lärt känna Gioacchino Colombo, som bland annat konstruerat Alfetta-modellen. Ferrari anställde Colombo som huvudkonstruktör för sin nya bil. Colombo tog fram ett enkelt chassi, inte olikt Alfettan. Colombo konstruerade även en liten V12-motor som i sin första version var på endast 1,5 liter. Motorstorleken passade formeln för den tidens överladdade Grand Prix-bilar, men motorn debuterade utan överladdning i sportvagnen 125 S våren 1947. Det skulle dröja ytterligare drygt ett år innan Ferraris första Monoposto stod klar.

## Utveckling

### 125 F1
Den första versionen, 125 GP, utvecklades under 1948. Modellbeteckningen hänvisar till cylindervolymen i kubikcentimeter per enskild cylinder, ett system som Ferrari sedan använt för namngivning av sina bilar under lång tid. Motorn hade cylindermåtten 55,0 x 52,5 mm, vilket blir 125 cm³. Det var en av de första kortslagiga Grand Prix-motorer som konstruerats och den borde ha kunnat arbeta vid mycket höga varvtal, med hög toppeffekt som resultat. I praktiken visade det sig att maxvarvet låg runt 7500 v/min och Ferrarimotorn led alltid av ett effektunderskott gentemot huvudkonkurrenten Alfetta. För att kompensera för detta monterades motorn i ett chassi med ovanligt små dimensioner. Hjulupphängningarna var mycket enkla, med tvärliggande bladfjädrar och pendelaxel bak.
Vintern 1948 sålde Ferrari ett par bilar till privatkunder, bland annat till Tony Vandervell, som levererade lager med varunamnet Thinwall till Ferrari. Vandervell, som senare startade Vanwall-stallet, modifierade bilen och det blev den första i en rad av Thinwall Specials.
Under 1949 uppdaterades motorn med dubbla Roots-kompressorer och dubbla överliggande kamaxlar för att hänga med i konkurrensen. Bilen fick en mer avancerad De Dion-axel för att förbättra vägegenskaperna. Med detta utförande deltog bilen i den första formel 1-säsongen 1950 som 125 F1. Enzo Ferrari var dock missnöjd med bilens prestanda och bränsleförbrukning och i slutet av säsongen ersattes den av Ferrari 375 F1 med en större och bränslesnålare sugmotor.

### 166 F2
Ferrari hade haft stora framgångar med sin sportvagn 166 MM. Till säsongen 1949 placerades motorn från sportvagnen i Grand Prix-bilens chassi och därmed fick Ferrari en konkurrenskraftig formel 2-bil, kallad 166 F2. Till 1950 uppdaterades bilen med bland annat De Dion-axel bak.
Motorn led dock framför allt av dåligt vridmoment, jämfört med sina fyrcylindriga konkurrenter och i slutet av 1951 ersattes modellen av den nya Ferrari 500 F2.

## Tekniska data
| Tekniska data           | 125 GP                                     | 125 F1                                       | 166 F2                                     |
| ----------------------- | ------------------------------------------ | -------------------------------------------- | ------------------------------------------ |
| Motor:                  | Frontmonterad 60° 12-cylindrig V-motor     | Frontmonterad 60° 12-cylindrig V-motor       | Frontmonterad 60° 12-cylindrig V-motor     |
| Cylindervolym:          | 1497 cm³                                   | 1497 cm³                                     | 1995 cm³                                   |
| Borrning x slaglängd:   | 55,0 x 52,5 mm                             | 55,0 x 52,5 mm                               | 60,0 x 58,8 mm                             |
| Kompression:            | 6,5:1                                      | 7,0:1                                        | 11,0:1                                     |
| Max effekt vid varvtal: | 230 hk vid 7 000 v/min                     | 280 hk vid 7 500 v/min                       | 155 hk vid 7 000 v/min                     |
| Ventilstyrning:         | En överliggande kamaxel per cylinderrad    | Dubbla överliggande kamaxlar per cylinderrad | En överliggande kamaxel per cylinderrad    |
| Förgasare:              | 1 Weber 40 DO3C                            | 1 Weber 50 WCF                               | 3 Weber 32 DCF                             |
| Överladdning:           | Roots-kompressor                           | Dubbla Roots-kompressorer                    | -                                          |
| Växellåda:              | 5-växlad manuell                           | 5-växlad manuell                             | 5-växlad manuell                           |
| Hjulupphängning fram:   | Dubbla tvärlänkar, tvärliggande bladfjäder | Dubbla tvärlänkar, tvärliggande bladfjäder   | Dubbla tvärlänkar, tvärliggande bladfjäder |
| Hjulupphängning bak:    | Pendelaxel, tvärliggande bladfjäder        | De Dion-axel, tvärliggande bladfjäder        | Pendelaxel, längsgående torsionsstavar     |
| Bromsar:                | Hydrauliska trumbromsar                    | Hydrauliska trumbromsar                      | Hydrauliska trumbromsar                    |
| Chassi & kaross:        | Ovalrörsram med aluminiumkaross            | Ovalrörsram med aluminiumkaross              | Ovalrörsram med aluminiumkaross            |
| Hjulbas:                | 216 cm                                     | 232 cm                                       | 216 cm                                     |
| Torrvikt:               | 710 kg                                     |                                              | 710 kg                                     |
| Torrfart:               | 260 km/h                                   |                                              | 235 km/h                                   |

## Tävlingsresultat

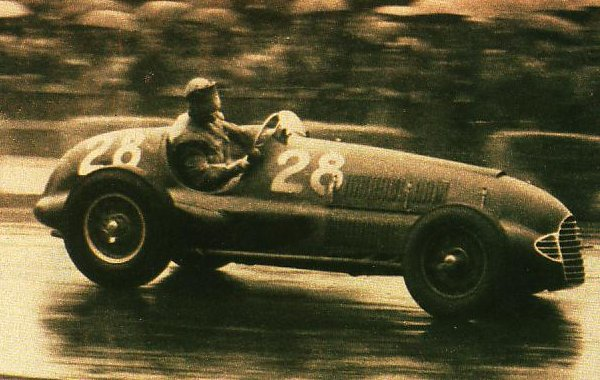
Raymond Sommer vid Italiens Grand Prix 1948.

### Grand Prix racing
Ferrari debuterade i Grand Prix racing vid Italiens Grand Prix i Turin den 5 september 1948. Raymond Sommer körde in på tredje plats i debutloppet. Det blev även säsongens bästa resultat.
Säsongen 1949 kom stallets första stora framgång, när Alberto Ascari och Luigi Villoresi tog en dubbelseger i Schweiz Grand Prix. Senare under året tog Ascari ytterligare två segrar: Italiens Grand Prix och Daily Express International Trophy på Silverstone. Villoresi vann Hollands Grand Prix och privatföraren Peter Whitehead tog hem Tjeckoslovakiens Grand Prix.

### Formel 1-VM 1950
Den första F1-säsongen 1950 debuterade Ferrari i årets andra deltävling, Monacos Grand Prix. Ascari körde in på andra plats och Sommer på fjärde plats. Det här blev 125-modellens bästa resultat och den ersattes senare under säsongen av den mer framgångsrika 375 F1.
Utanför VM-serien tog Peter Whitehead två vinster med 125:an under året: Jersey Road Race och Ulster Trophy.